# Chantal Baudaux
Chantal Nathaly Baudaux Jiménez (sinh ngày 4 tháng 1 năm 1980) là một nữ diễn viên người Venezuela và người mẫu gốc Pháp và Tây Ban Nha. Cô ra mắt vào năm 1998 trong telenovela Hoy te Vi, và nổi tiếng quốc tế với tư cách là nhân vật chính của telenovela La Mujer de Judas.

## Cuộc sống cá nhân và truyền thông
Chantal Baudaux được sinh ra với tư cách là Chantal Nathaly Baudaux Jiménez với mẹ là người Tây Ban Nha và cha người Pháp. Năm 2008, cô kết hôn với Alberto Morla, một doanh nhân người Venezuela. Baudaux được nuôi dưỡng không có tôn giáo.

## Đóng phim
| Năm  | Tựa đề                  | Vai trò                  | Ghi chú                 |
| ---- | ----------------------- | ------------------------ | ----------------------- |
| 1998 | Hoy te Vi               | Jessica Linares Urdaneta | (Truyền hình nhiều tập) |
| 2000 | Mis 3 Hermanas          | Beatriz Estrada Rossi    | (Truyền hình nhiều tập) |
| 2001 | Carissima               | Adriana Libordo          | (Truyền hình nhiều tập) |
| 2002 | La Mujer de Judas       | Leal                     | (Sê-ri TV) (2002        |
| 2003 | La Cuaima               | Alfonsina Rossi          | (Truyền hình nhiều tập) |
| 2004 | Negra Consentida        | Viviana Altúnez Meaño    | (Truyền hình nhiều tập) |
| 2004 | Natalia de 8 a 9        | Natalia                  |                         |
| 2005 | Amantes (telenovela)    | Isabel Sarmiento         | (Truyền hình nhiều tập) |
| 2007 | Tiến sĩ G y las Mujeres | Tố Tố                    | (Truyền hình nhiều tập) |
| 2007 | Tổng thống Señor        | Camila Canales           |                         |
| 2008 | Penión Amalia           | Cristina                 |                         |
| 2009 | Calle luna, Calle sol   | Bustela                  | (Truyền hình nhiều tập) |